# 格里納普縣 (肯塔基州)
格里納普县（英語：Greenup County）是位於美國肯塔基州東北部的一個縣，北、東隔俄亥俄河和俄亥俄州相望。面積918平方公里。根據美國2000年人口普查，共有人口36,891人。縣治格里納普（Greenup）。
成立於1803年12月12日。縣名紀念聯邦眾議員、第三任肯塔基州州長克里斯多福·格里納普（Christopher Greenup）。